# Лукашенко Федір Володимирович
Федір Володимирович Лукашенко (біл. Фёдар Уладзіміравіч Лукашэнка, рос. Фёдор Владимирович Лукашенко, 18 березня 1974, Мінськ, Білоруська РСР) — білоруський футболіст, півзахисник.

## Досягнення
- Чемпіон Білорусі (2): 2000, 2003
- Володар Кубку Білорусі (2): 2000, 2002